# Mercy (film 2023)
Mercy  è un film del 2023 diretto da Tony Dean Smith.

## Distribuzione
Il film è stato distribuito in anteprima mondiale il 19 maggio 2023 nelle sale cinematografiche statunitensi e in forma digitale.

### Divieti
Negli Stati Uniti d'America la MPAA ha classificato il film come vietato ai minori di 17 anni non accompagnati da un adulto (R) per scene contenenti violenza, immagini cruente e linguaggio aggressivo.

### Edizione italiana
La direzione del doppiaggio è di Liliana Sorrentino e i dialoghi italiani sono curati da Simona Chiodi per conto della Beep! Studios che si è occupata anche della sonorizzazione.

## Accoglienza

### Critica
Sull'aggregatore di recensioni Rotten Tomatoes il film riceve lo 0% delle recensioni, mentre su Metacritic non ha ricevuto sufficienti recensioni.

## Riconoscimenti
- 2023 - Razzie Awards
  - Peggior attore protagonista a Jon Voight